# Перекалье (Ровненская область)
Перекалье (укр. Перекалля) — село в Заречненской поселковой общине Варашского района Ровненской области Украины.
До 2020 года входило в Заречненский район.
Население по переписи 2001 года составляло 905 человек. Почтовый индекс — 34060. Телефонный код — 3632. Код КОАТУУ — 5622285301.